# 长庆路街道
长庆路街道，是中华人民共和国河南省濮阳市华龙区下辖的一个乡镇级行政单位。

## 行政区划
长庆路街道下辖以下地区：
中庆社区、未来社区、南江社区、金桥社区、景观城社区和白云花园社区。